# Reptadeonella fissa
Reptadeonella fissa är en mossdjursart som först beskrevs av Walter Douglas Hincks 1880.  Reptadeonella fissa ingår i släktet Reptadeonella och familjen Adeonidae. Inga underarter finns listade i Catalogue of Life.